# BeltLine
BeltLine (укр. БелтЛайн) — рекреаційний комплекс в Атланті, штат Джорджія, США. Включає в себе кільцеву доріжку багатоцільового призначення довжиною 35 км навколо середмістя, парки, скульптури та доступ до житлових комплексів. Проект було започатковано у 2000-х роках з метою покращити транспортну інфраструктуру міста та сполучити райони, що історично були обділені фінансуванням, з більш благополучною частиною Атланти. Наразі проект активно розвивається, в планах є продовження велосипедної доріжки та створення нових парків.

## Історія
Історично коридори BeltLine використовувалися як залізничні шляхи, однак згодом вони були покинуті.
Ідею проекту висунув у 1999 році студент Технологічного інституту Джорджії Раян Ґревел у своїй магістерській дисертації. Наступного року Раян та двоє його колег розіслали короткий зміст дисертації відомим мешканцям Атланти, і згодом ідею підтримали представники міської влади, в тому числі мер Ширлі Франклін.
У 2005 році було засновано першу організацію для початку роботи над проектом. У 2006 та 2007 роках було викуплено перші ділянки землі та отримано офіційну підтримку від міської транспортної компанії (MARTA), а у жовтні 2008 відкрилася перша ділянка велосипедної доріжки в районі West End.

## Плани

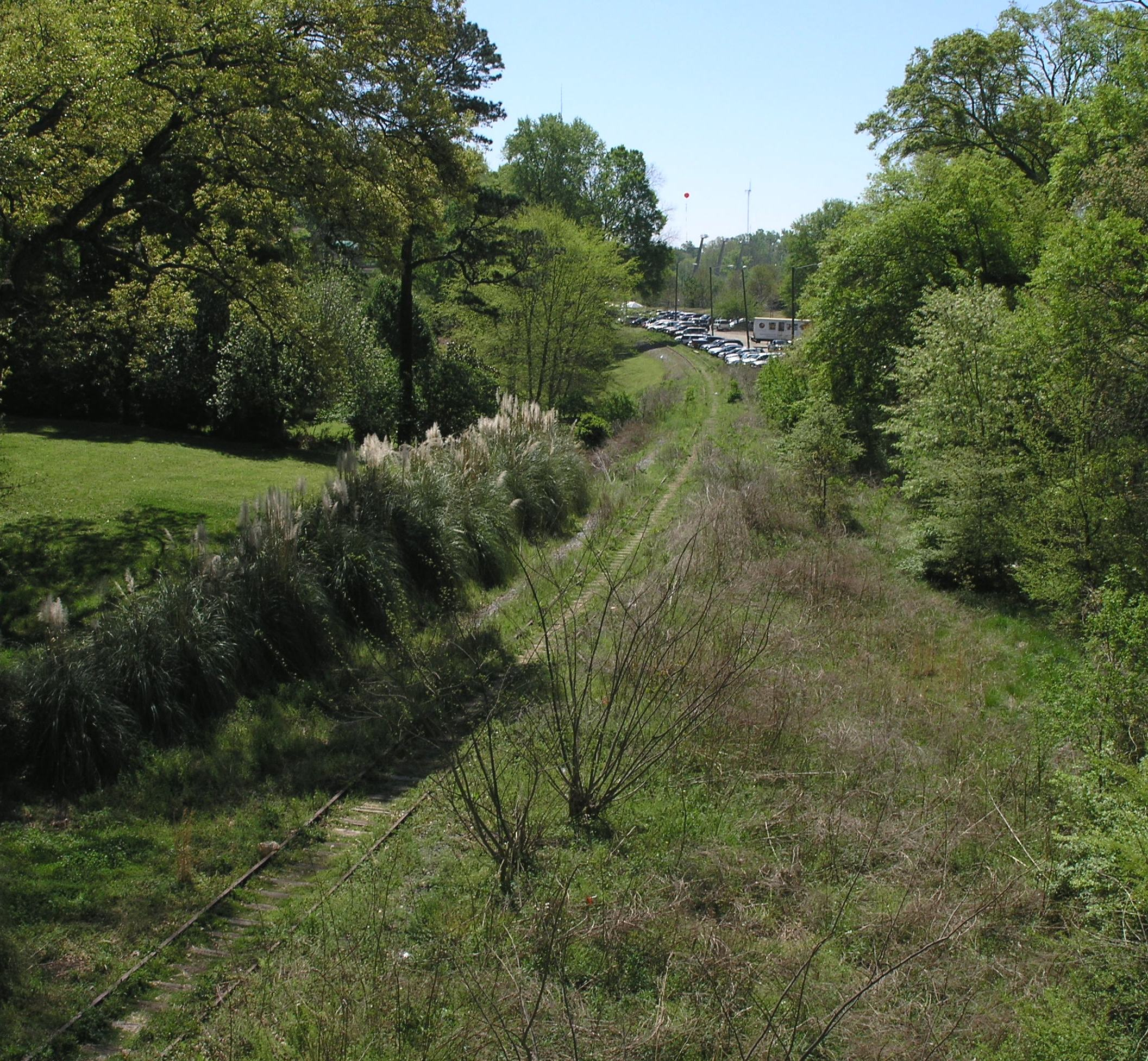
Неасфальтована частина BeltLine біля П'ємонт-парку

У 2016 році понад 70% мешканців Атланти підтримали запроваждення додаткового податку, який планується використати для прокладення гілки швидкісного трамваю вздовж BeltLine.
Планується прокладення асфальту на тих частинах доріжки, де він поки відсутній. 

## Парки
Частиною проекту було відкриття численних парків уздовж доріжки. Серед них: 
- Вестсайд-парк (англ. Westside Park) площею 142 га у західній частині міста,
- Пічтрі-крік-парк (англ. Peachtree Creek Park) біля району Бакхед площею 26 га,
- Гіллсайд-парк (англ. Hillside Park) площею 11 га,
- Парк Історичного Четвертого Округу (англ. Historic Fourth Ward Park) площею 25 га біля торгівельного центру Понсе-сіті-маркет
- Вотерворкс-парк (англ. Waterworks Park) площею 83 га.

## Творчість
"Творчість на BeltLine Атланти" (англ. Art on the Atlanta BeltLine) — найбільша непостійна виставка образотворчого мистецтва в Атланті, експонати якої виставляються вздовж 14-кілометрового коридора BeltLine. Авторами є сотні місцевих митців, артистів та музикантів. Перша така виставка відбулася 2010 року. Також вздовж доріжки можна побачити різні витвори мистецтва, такі як графіті, скульптури та мурали.

Стріт-арт на BeltLine
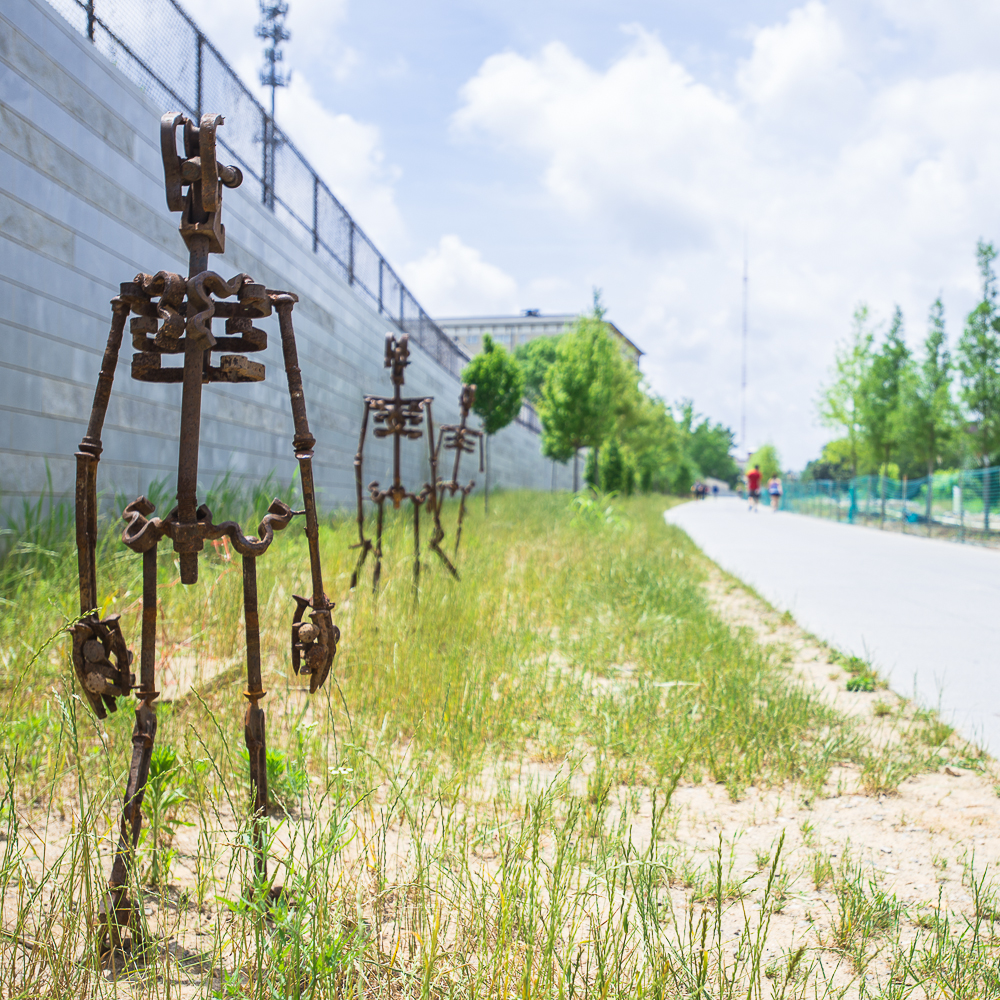
Скульптури вздовж доріжки
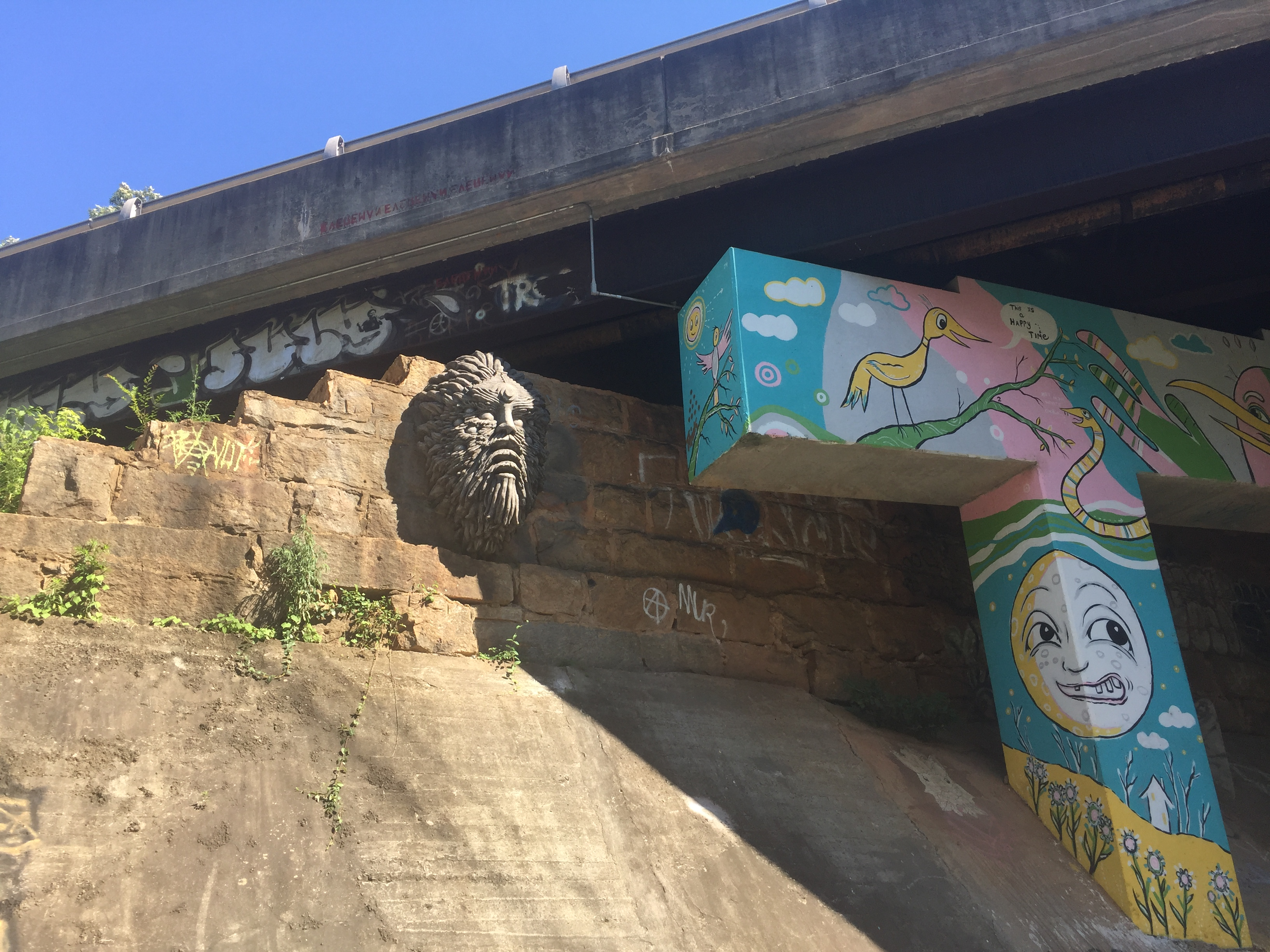
Скульптури вздовж доріжки
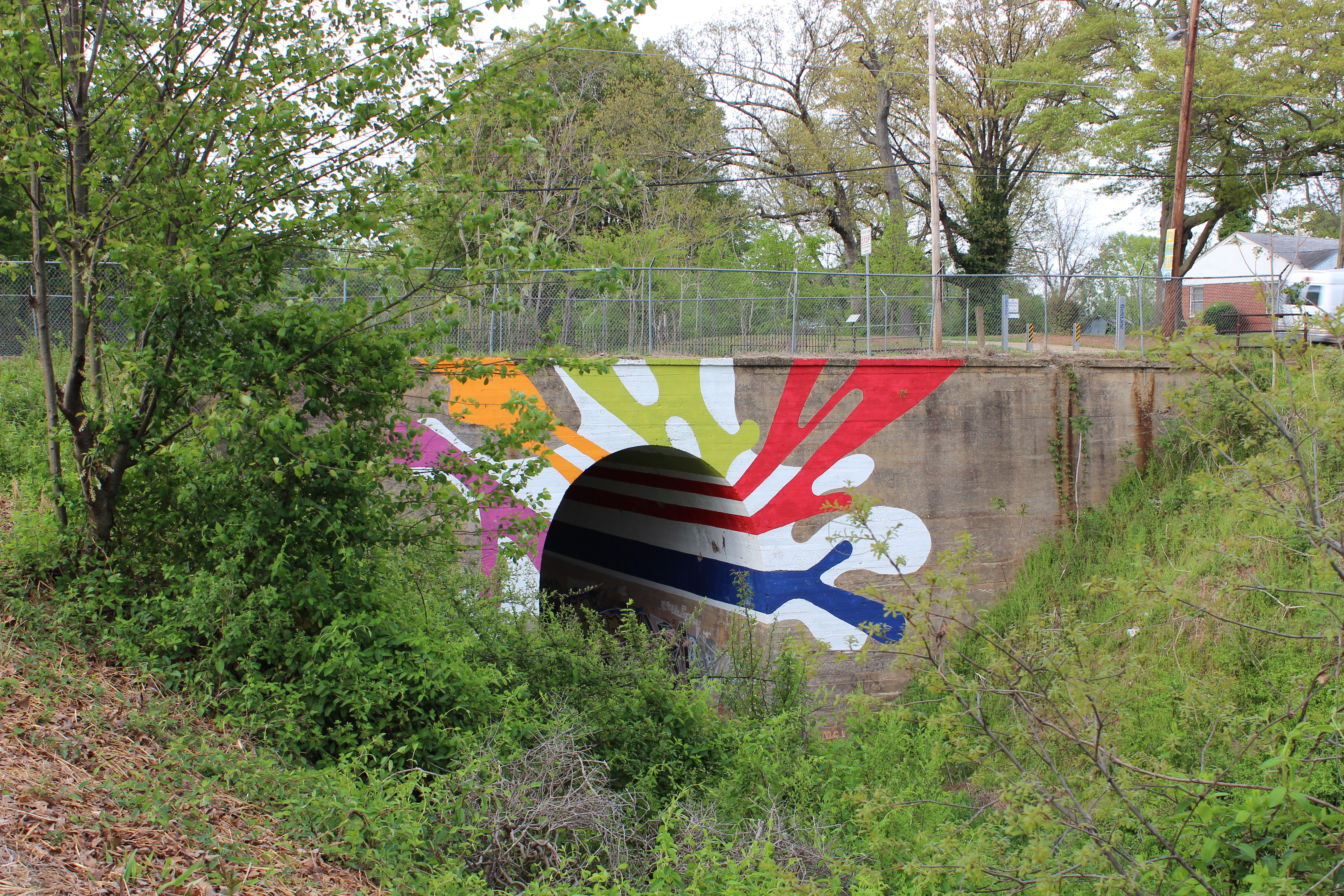
"The Highball Artist" by Hadley Breckenridge on the Lucile Avenue Bridge
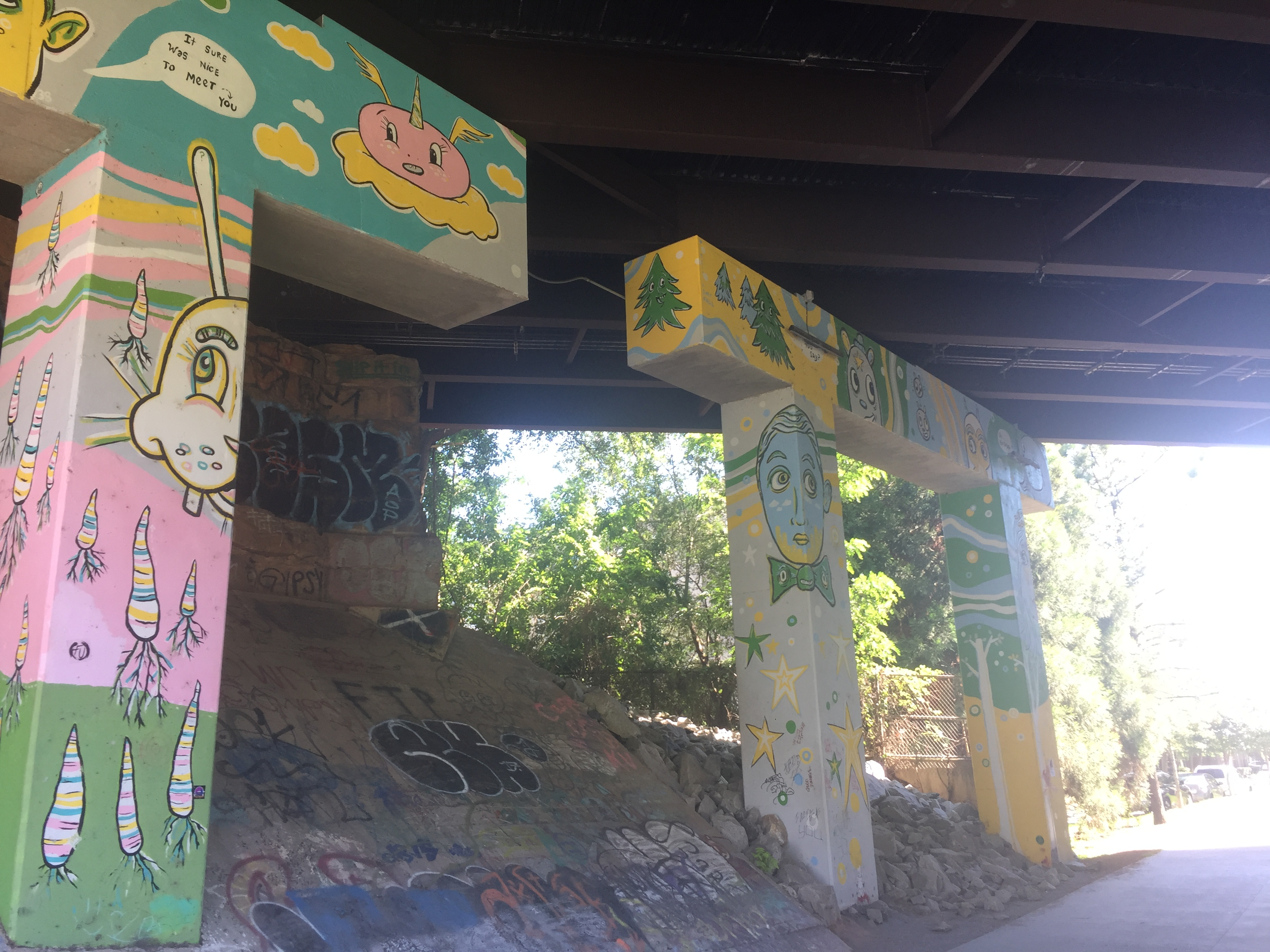
Вуличне графіті
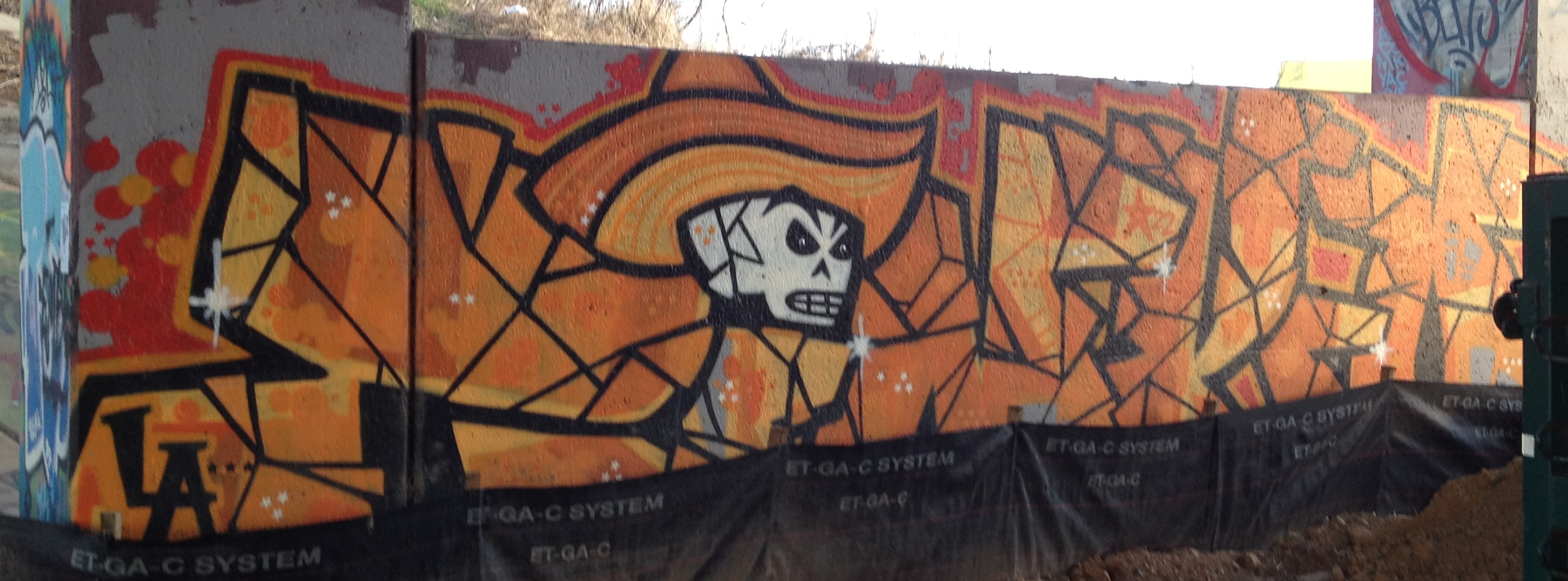
Вуличне графіті
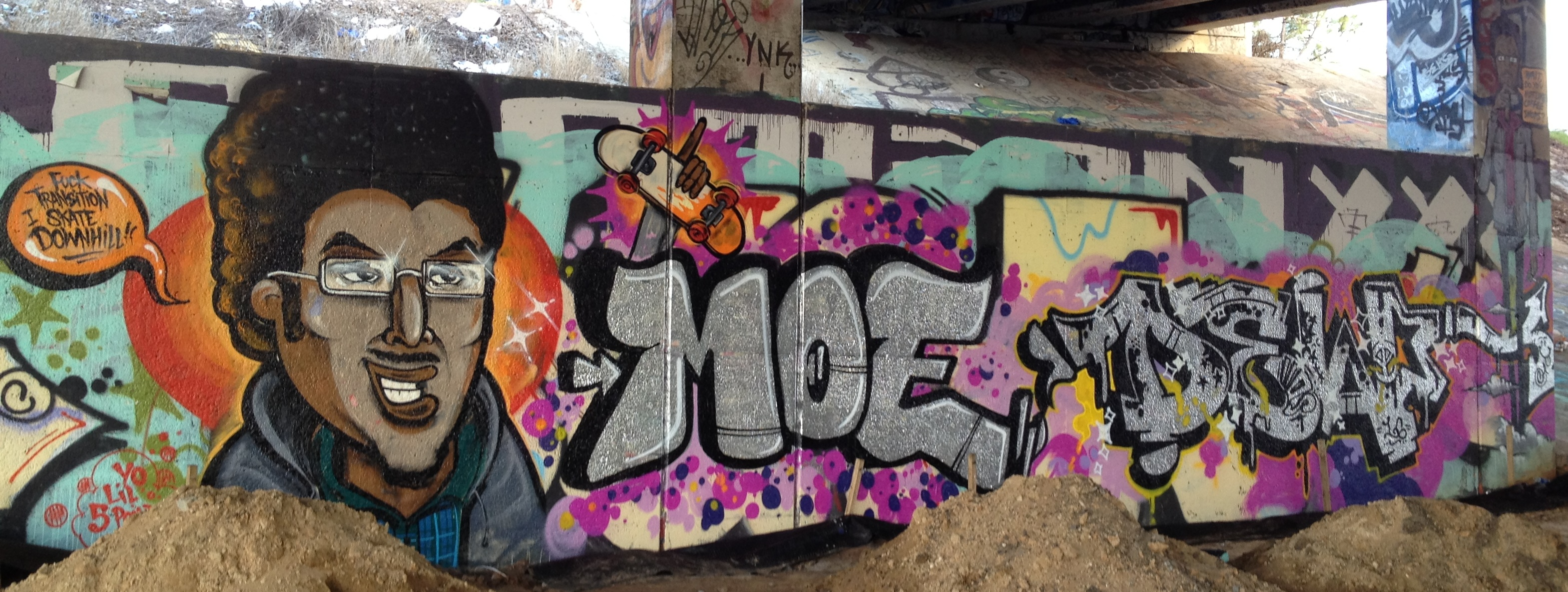
Вуличне графіті